# USS Camanche (1864)

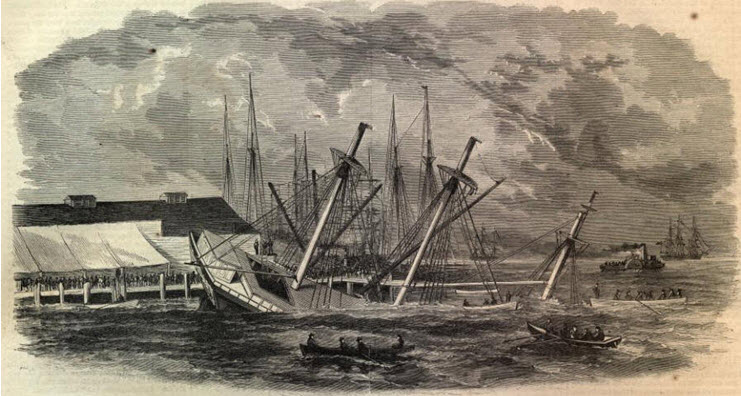
Аварія «Аквіла», що затонув під час шторму з розібраним «Команч» на борту в Сан-Франциско, штат Каліфорнія, 15 листопада 1863 року (ілюстрація з Harper's Weekly, 16 січня 1864 року).

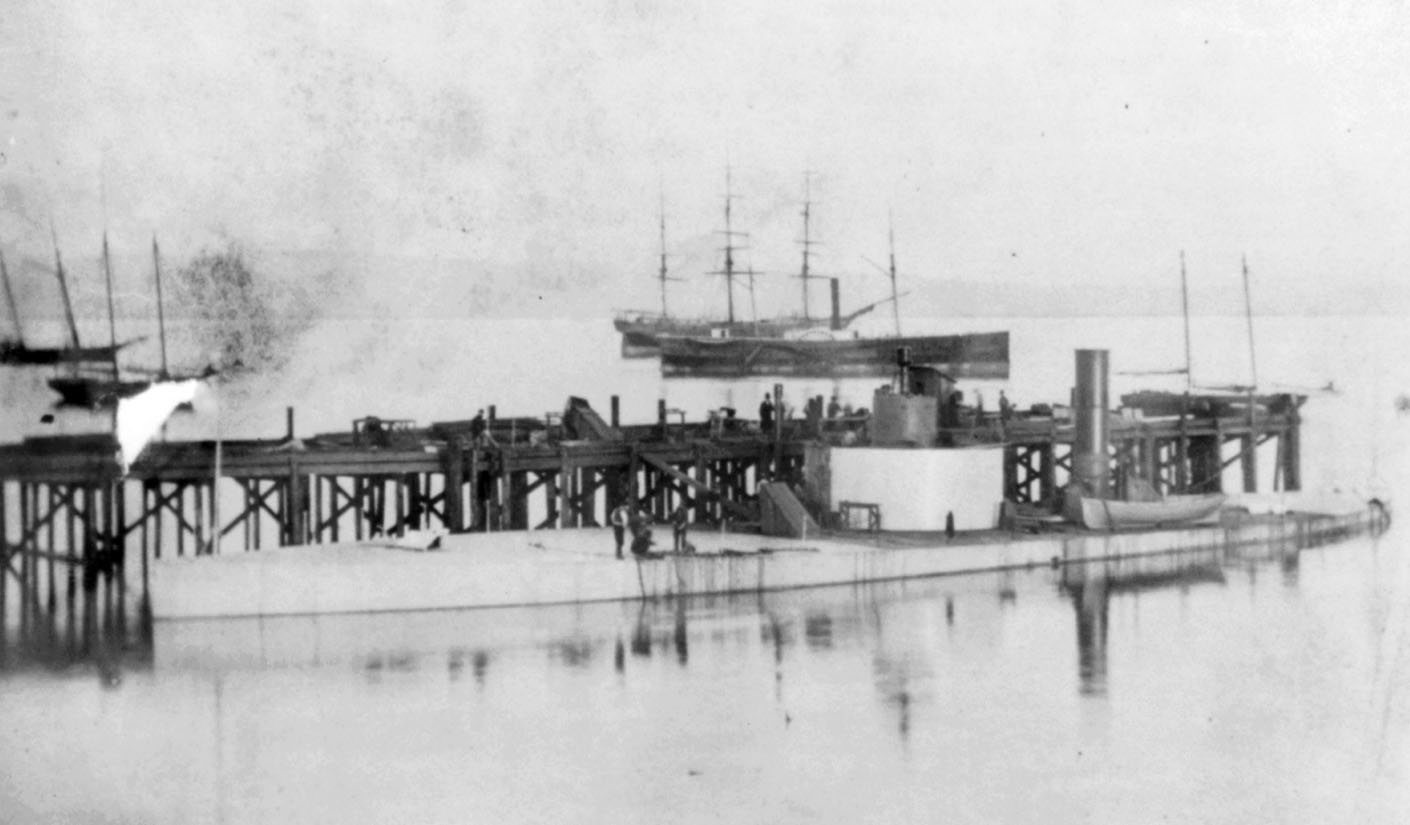
«Команч» близько 1866 року.

USS Camanche був монітором типу «Пассейк», який був виготовлений у Джерсі-Сіті, Нью-Джерсі Донах'ю, Раяном і Секором  за ціною 613 164,98 доларів США.

## Історія служби
USS Camanche розібрали та відправили навколо мису Горн на вітрильнику «Аквіла» до Сан-Франциско у Каліфорнії. «Аквіла» прибув до Сан-Франциско 10 листопада 1863 року, але 14 листопада 1863 року затонув біля свого причалу на глибині 30 футів у воді внаслідок шторму та зіткнення з іншим кораблем. Деталі монітора було врятовано, і він був спущений на воду 14 листопада 1864 року. «Команч» був введений в експлуатацію в травні 1865 року, командував капітан-лейтенант Чарльз Дж. Макдугал.
Введений в експлуатацію відразу після закінчення Громадянської війни, більше року — до прибуття більшого монітора «Монаднок» — «Команч» був єдиним броненосцем США на тихоокеанському узбережжі і залишався одним з двох близько 25 років.
Переважну частину цього часу «Команч» перебував у резерві, був повернутий на короткий час у стрій під час Іспансько-американської війни 1898 року для забезпечення берегової оборони.
Після продажу в 1899 році використовувався принаймні до 1935 року рік як вугільна баржа.